# Ethel (Misuri)
Ethel es un pueblo ubicado en el condado de Macon en el estado estadounidense de Misuri. En el Censo de 2010 tenía una población de 62 habitantes y una densidad poblacional de 104,53 personas por km².

## Geografía
Ethel se encuentra ubicado en las coordenadas 39°53′38″N 92°44′27″O / 39.89389, -92.74083. Según la Oficina del Censo de los Estados Unidos, Ethel tiene una superficie total de 0.59 km², de la cual 0.59 km² corresponden a tierra firme y (0%) 0 km² es agua.

## Demografía
Según el censo de 2010, había 62 personas residiendo en Ethel. La densidad de población era de 104,53 hab./km². De los 62 habitantes, Ethel estaba compuesto por el 98.39% blancos, el 0% eran afroamericanos, el 0% eran amerindios, el 0% eran asiáticos, el 0% eran isleños del Pacífico, el 0% eran de otras razas y el 1.61% pertenecían a dos o más razas. Del total de la población el 1.61% eran hispanos o latinos de cualquier raza.